# NGC 732

NGC 732

NGC 732 هي مجرة تتبع كوكبة المرأة المسلسلة. اكتشفها إدوارد ستيفان في 5 ديسمبر 1883.

## روابط خارجية
- NGC 732 على موقع ويكي سكاي: DSS2, SDSS, GALEX, IRAS, Hydrogen α, X-Ray, Astrophoto, Sky Map, Articles and images